# きょうの株式
『きょうの株式』（きょうのかぶしき）は、1975年10月1日から1987年9月30日までテレビ東京（放送開始当時は東京12チャンネル）で放送された株式市況番組。

## 概要
東京12チャンネルは、経営再建策の一環として日本経済新聞社の資本を取り付けた1972年ごろから夕方に株式市況のミニ番組を放送していたが、これを拡充したのがこの『きょうの株式』である。番組は、当初は毎日午前大引け（10時から10時30分）と午後の終値（15時35分から15時50分、または15時30分から15時45分）の2回にわたって放送されていたが、後に午前の部は『ファミリー経済情報』→『マネー情報』となったため、以来午後のみの放送となった。さらに午後の放送は午前終値の放送（12時台後半）に変更され、午後の終値の放送が無かった時代もある。
番組はテレビ東京のスタジオと東京証券取引所の日経取材センターを中継回線で結び、スタジオの女性アナウンサーと日経の記者がその日の株式の動向について、テレビ東京のスタジオにある7セグメント電光掲示ボードを使いながら解説していた。スタジオの女性アナウンサーは電光ボードをバックにハンドマイクを持って進行していた。これは次番組『株式ニュース』の初期にも受け継がれたが、この時は女性アナウンサーはピンマイクを付けての進行になった。
土曜日については、企業経営者を招いたインタビューのコーナーがあり、時間枠を10:45まで拡大して放送していた。その後、土曜日の市場が1989年2月から全休されることを受け、このインタビューのコーナーを別番組として放送していた。ちなみに、市場休場日（放送当時は毎月第3土曜日（1983年8月以降は毎月第2土曜日））には特集のコーナーを番組全体を通して放送していた。
協賛スポンサーは日興證券株式会社（現・SMBC日興証券株式会社）一社。これは前述の『ファミリー経済情報』・『マネー情報』でも同じである。同社はその後、番組が『株式ニュース』へ移行するのに伴いスポンサーを撤退した。

## タイトル
初代は、フィルム構成とオーケストラ演奏によるオリジナルテーマソング。東京証券取引所の取り引きの模様（動画）をメインに、埋立地建設、タンカー、ソーラーハウス、国際会議などの写真、欧文タイプライターなどを映し出し、最後に「きょうの株式」の字幕が出た後、東京都心のオフィス街の空撮（ここで「製作・著作 テレビ東京 協力 日本経済新聞社」の字幕）→当時の日興証券本店社屋（「提供 日興證券」の字幕）というものだった。後にテーマミュージックは変えないまま(ただし採用パートは変更された)全編VTRのオープニングに変更され、それまで流れていた部分はエンディングで流されるようになった。